# Diecezja Wysp Świętego Tomasza i Książęcej
Diecezja Wysp Świętego Tomasza i Książęcej (łac. Dioecesis Sancti Thomae in Insula, port. Diocese de São Tomé e Príncipe) – rzymskokatolicka diecezja na Wyspach Świętego Tomasza i Książęcej.
Siedziba biskupa znajduje się przy katedrze Najświętszej Maryi Panny Łaskawej w São Tomé. 
Podlega bezpośrednio pod Stolicę Apostolską (egzempcja). 
Swoim zasięgiem obejmuje państwo Wyspy Świętego Tomasza i Książęca.

## Historia
- 3 listopada 1534 – utworzenie diecezji Wysp Świętego Tomasza i Książęcej przez wydzielenie z archidiecezji Funchal

## Biskupi
- biskup – João de Ceita Nazaré

## Główne świątynie
- Katedra Najświętszej Maryi Panny Łaskawej w São Tomé